# Velimira
Velimira je žensko osebno ime.

## Izvor imena
Ime Velimira je ženskega oblika moškega osebnega imena Velimir.

## Pogostost imena
Po podatkih Statističnega urada Republike Slovenije na dan 31. decembra 2007 v Sloveniji ni bilo ženskih oseb z imenom Velimira.

## Osebni praznik
Osebe z imenom Velimira lahko godujejo takrat kot Velimir.